# حفارة

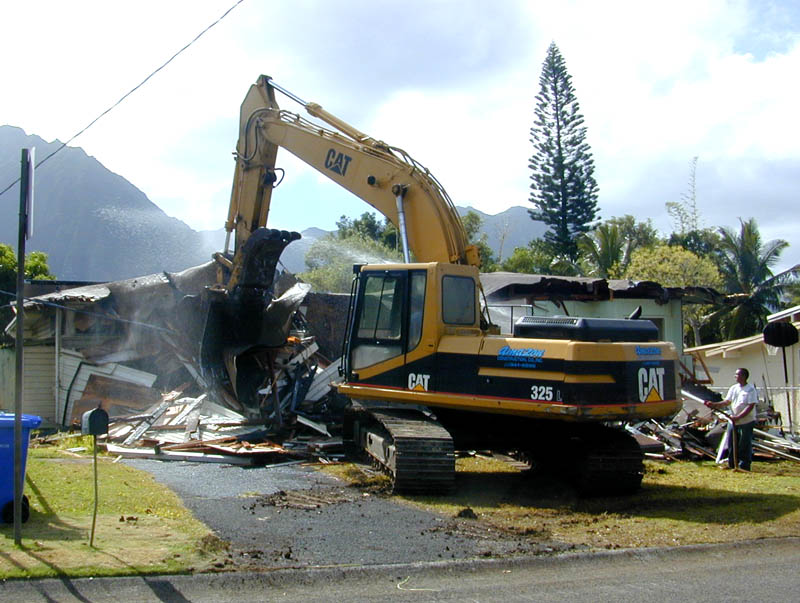
حفارة خاصة تستخدم في هدم

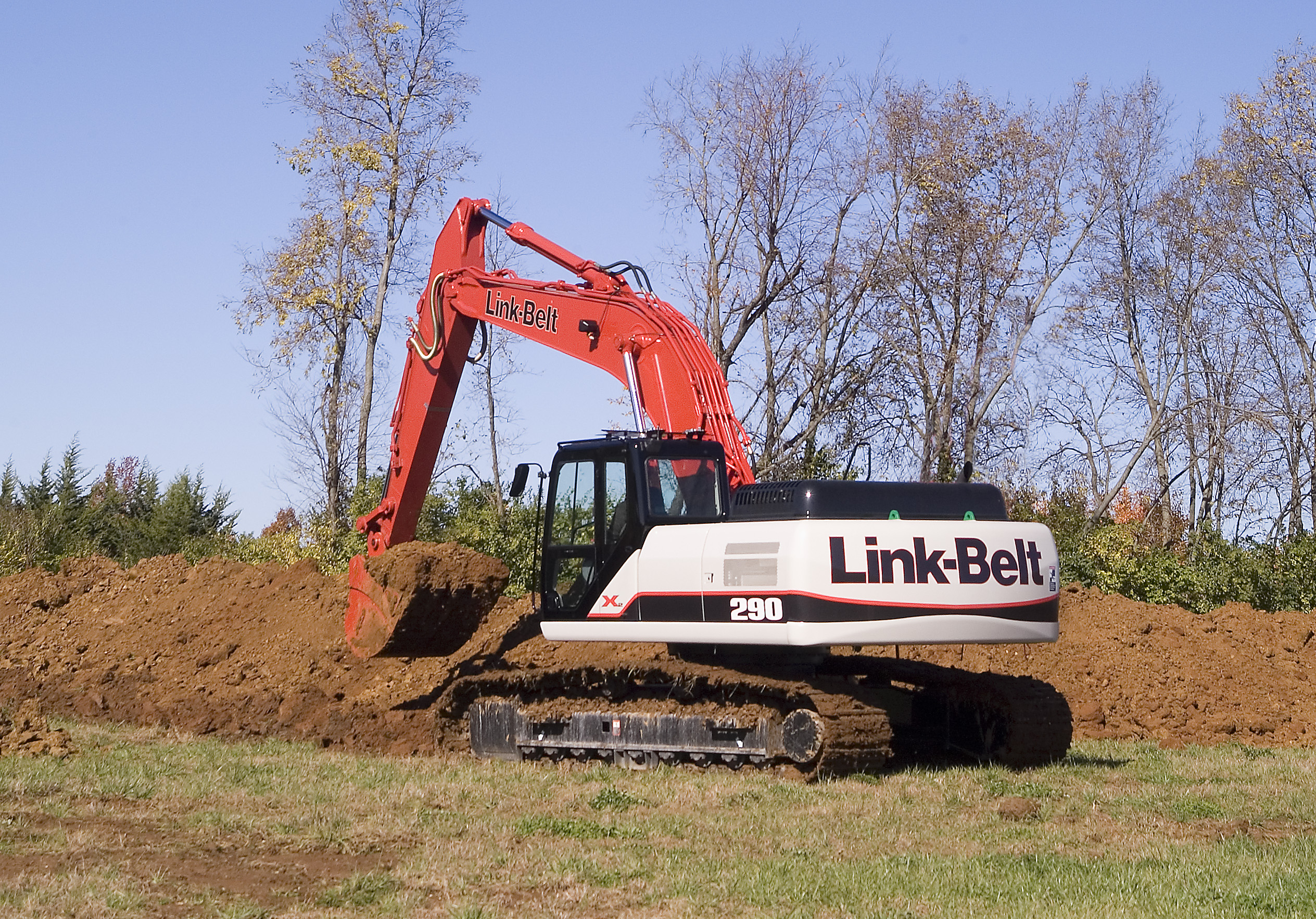
حفارة للتنقيب في المناجم.

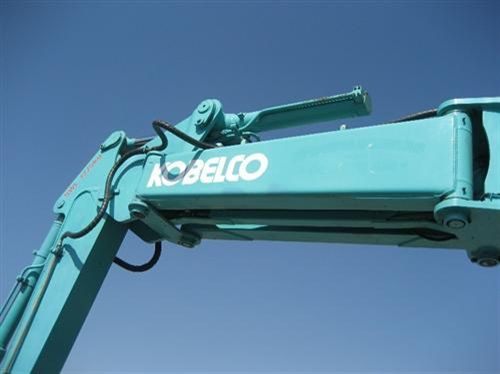
عامود الحفار الذي يعمل بضغط الزيت (هيدروليكي).

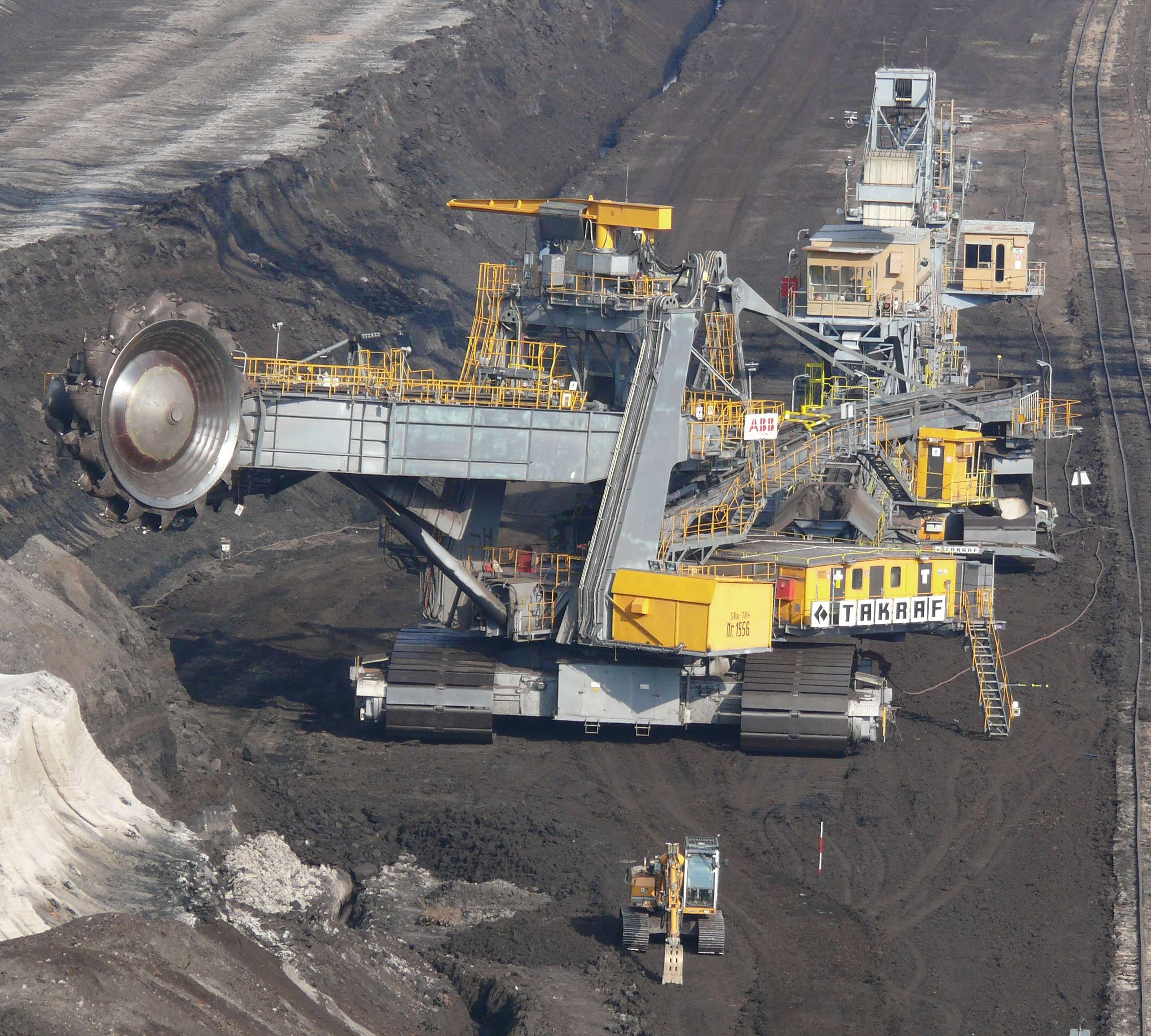
حفارة ضخمة لاستخراج الفحم وبجانبها حفارة عادية، ألمانيا.

الحفّارة (الجمع: حَفَّارَات) آلة ضخمة تعتبر من المعدات الثقيلة المخصصة للأعمال الضخمة من هدم وحفر وجر ورفع. أضخم تلك الحفارات تعمل في استخراج الفحم من مناجم سطحية، وتصل كتلة الرافعة نحو 2000 طن. تتكون الحفارة المعتادة من طفرة (حفار)، وقادوس ضخم وسيارة شاحنة ومنصة للقيادة. يوجد على المنصة دوارة (تعرف باسم "منزل"). وكل حركة ووظيفة تقوم بها الحفارة يعتمد على استخدام السوائل الهيدروليكية التي تعمل بالضغط، سواء كان ذلك مع القادوس أو المحركات الخاصة بها.

## الوظائف
- حفر الخنادق، والثقوب والأسس.
- مناولة المواد.
- عمليات القطع للأدوات الضخمة.
- تستخدم أيضا في نقل الاخشاب من الغابات.
- هدم الابنية.
- رفع الأشياء الكبيرة والثقيلة، مثل رفع ووضع الأنابيب الضخمة.
- في أعمال الحفر والتجريف.

## التكوين
تتكون الحفارة من نماذج واحجام مختلفة تصنع حسب الغرض المطلوب لها.حيث تزن اصغر نموذج حوالي 1610 كلغ (3549 رطل) وبقوة 19 حصانا، وأكبر نموذج يزن 84.980 كلغ (187٬360 رطل) وبقوة بين 513 و580 حصانا.
المهمة الأساسية للمحرك في الحفارات هو تحريك المضخات الهيدروليكية حيث تعمل المضخات الهيدروليكية على القيام بالحركة في اتجاهات يمكن لقائد الحفارة التحكم فيها وتوجيهها. ويوجد عادة ثلاثة من المضخات الرئيسية في الحفارة، وأحيانا يزيد العدد حسب الحاجة والغرض. ووظيفة المضخات هو نقل الحركة بما يصل إلى 5000 رطل / بوصة مربعة للكباش الواحد. وتكون المضخة الثالثة وظيفتها هي الضخ تجريبي للمراقبة. وهذا الضغط الأدنى لها يعادل حوالي (700 رطل/ بوصة مربعة) وتعتبر وظيفتها السيطرة على صمامات التخزين المؤقت. وهذا يسمح بخفض الجهد المطلوب عند التشغيل والضبط.

## حفارات متطورة تكنلوجيا

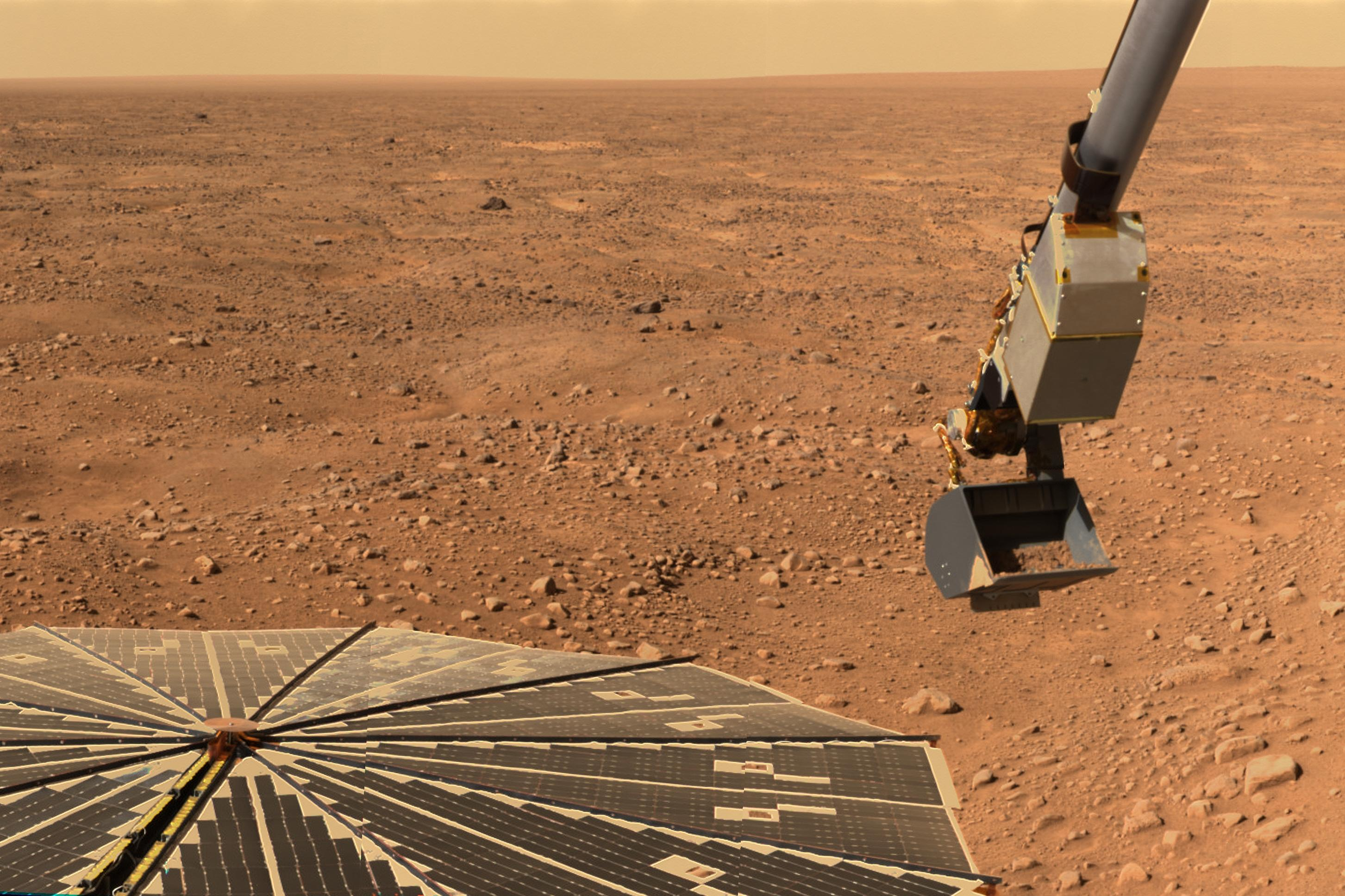
حفارة استخدمت في مشروع فينيكس

ومنها حفارة فينيكس التي ارسلت إلى كوكب المريخ والتي فيها لوحة للطاقة الشمسية تكون هذه الحفارات صغيرة الحجم وتستخدم فيها أذرع روبورتية وتعتمد على نظام الكمبيوتر، ومجهزة بدلو، حفار، وآلة تصوير وأجهزة استشعار أخرى. بسبب الظروف المناخية القاسية للمريخ.